# Neosparassus pallidus
Neosparassus pallidus là một loài nhện trong họ Sparassidae.
Loài này thuộc chi Neosparassus. Neosparassus pallidus được Ludwig Carl Christian Koch miêu tả năm 1875.